# Atom Egoyan
Atom Egoyan (Cairo, 19 de Julho de 1960) é um cineasta egípcio,[carece de fontes?] naturalizado canadense, conhecido por diversos filmes que fizeram sucesso, à parceria de Mychael Danna, como Família Visualização (Family Viewing) (1987), O Ajustador (The Adjuster) (1991), Exótica (Exotica) (1994), O Futuro Radioso (The Sweet Hereafter) (1997), A Viagem de Felicia (Felicia's Journey) (1999), Ararat (2002) e Onde Está a Verdade? (Where the Truth Lies) (2005).